# Base militare
Una base militare è una struttura dove solitamente alloggiano personale e mezzi di una forza armata.
Nell'antichità queste potevano essere degli accampamenti, dei castra (campi fortificati), dei castelli, degli arsenali, o delle fortezze.
A livello militare esistono:
- Caserme
- Basi navali (per la marina militare)
- Aeroporti militari